# Cato maior de senectute

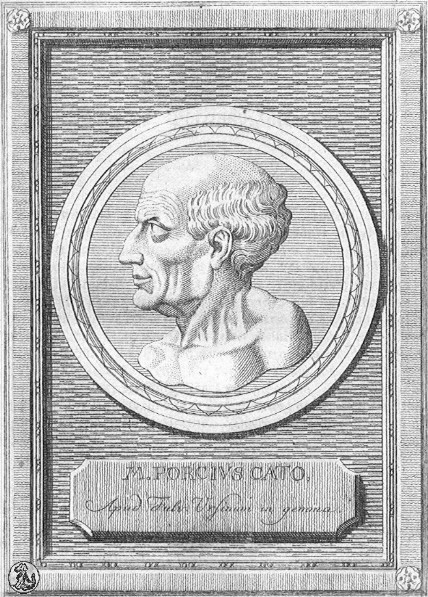
Marcus Porcius Cato der Ältere in einem nachantiken Stich

Cato maior de senectute, zu deutsch Cato der Ältere über das Alter, ist ein lateinischer philosophischer Dialog des römischen Autors Marcus Tullius Cicero. Darin lässt Cicero den Zensor Marcus Porcius Cato den Älteren († 149 v. Chr.) als 83-jährige Hauptfigur auftreten und Ansichten über das Alter vortragen. Das Werk ist Ciceros Freund und Verleger Titus Pomponius Atticus gewidmet.

## Inhalt
Cato unterhält sich mit Gaius Laelius Sapiens, der Hauptfigur in Ciceros Laelius de amicitia, und Publius Cornelius Scipio Aemilianus Africanus, genannt "der jüngere Scipio". Der Aufhänger des Gesprächs besteht darin, dass Laelius und Scipio sich darüber wundern, wie klag- und schmerzlos Cato sein hohes Alter zu ertragen scheint, während die meisten seiner Altersgenossen dazu neigen, sich über den Verfall ihres Körpers und ihres Ansehens zu beklagen.
Die Vorwürfe gegen das Alter seien vier (quattuor reperio causas, cur senectus misera videatur § 5, 15).
- Es halte von Taten ab (unam quod avocet a rebus gerendis)
- Es mache den Körper schwach (alteram quod corpus faciat infirmius)
- Es beraube einen beinahe aller Genüsse (tertiam quod privet omnibus fere voluptatibus)
- Es sei nicht weit vom Tod entfernt (quartam quod haud procol absit a morte).

Cato widerlegt diese Vorwürfe der Reihe nach, verweist dabei auf zahlreiche altrömische Persönlichkeiten wie Quintus Maximus, den Dichter Ennius oder Appius und verteidigt das Alter als eine notwendige und erfreuliche Lebenszeit. Seine Argumente sind die folgenden.
- Die Taten des Alters zeichnen sich nicht durch Kraft, Behändigkeit oder Schnelligkeit (non viribus aut velocitate aut celeritate), sondern durch Voraussicht, Autorität und Entschlusskraft (consilio auctoritate sententia) aus. Cicero zieht zum Vergleich die Tätigkeit eines Steuermanns heran, der nicht auf die Masten steigt oder durch das Schiff läuft, sondern ruhig auf dem Hinterdeck sitzt und dabei aber Wichtigeres vollbringt als alle anderen (§§ 7–8).
- Nicht allein das Alter macht den Körper schwach. Schwachheit rührt oft von unvernünftigem Lebenswandel her. Außerdem braucht man im Alter weniger Kraft. Trotzdem gilt es, den Geist durch regelmäßige Übung (exercitationes ingeni) zu stärken und so bis zum letzten Atemzug über die Seinen zu herrschen und sich nicht der Vergänglichkeit hinzugeben (§§ 9–11).
- Lust steht dem vernünftigen Lebenswandel entgegen. Folglich ist es kein Verlust, sondern geradezu ein Geschenk, hiervon befreit zu sein (O praeclarum munus aetatis, siquidem id aufert a nobis, quod est in adulescentia vitiosissimum!). Den Freuden der Lust stellt er die Freuden der geistigen Betätigung, der Pflege von Freundschaft und Gesellschaft gegenüber (§§ 12–18), auch die Beschäftigung mit der Landwirtschaft, ein Lieblingsthema Ciceros (§§ 15–16).
- Die Nähe zum Tod ist nicht nur dem Alter zu eigen. Vielmehr hat der Greis schon das Alter, das der Jüngling zu erreichen hofft (ille vult diu vivere, hic diu vixit). Der Tod ist auch nicht zu fürchten, da dieser entweder die Seele vollständig auslöscht oder aber zu einem ewigen Leben (futurus aeternus) führt (§§ 19–22).

Die Ausführungen sind durchzogen von Exkursionen in Biographisches und Geschichtliches und haben daher auch sozial- und mentalitätsgeschichtlichen Wert.

## Fiktionalität
Der Dialog ist offenkundig frei erfunden und entbehrt beinahe jeder historischen Grundlage. Cato wurde von Cicero deshalb als Hauptperson ausgewählt, weil dieser in der römischen Gesellschaft seiner Zeit eine posthume, fast heldenartige Verehrung genoss, „damit die Schrift durch ihn eine umso größere Autorität erhält“ (quo maiorem auctoritatem haberet oratio, § 3). Cato war unter dem Beinamen „der Zensor“ bekannt und für seine Sittenstrenge berühmt. Dadurch war er gewissermaßen ein Idealbild römischer Tugenden und somit für Ciceros Absichten geeignet.

## Trivia
- Der historische Cato hatte eine schwere Abneigung gegen den beginnenden griechischen Einfluss im römischen Raum, obwohl er im Alter selbst Griechisch lernte. Ciceros Cato zeichnet sich hingegen durch viele Bezugnahmen auf die Griechen und deren herausragende Persönlichkeiten aus.

## Ausgaben, Übersetzungen und Kommentar
- Cicero: Cato maior de senectute / Cato der Ältere über das Alter, Lateinisch/Deutsch, übers. und hrsg. von Harald Merklin, Reclam, Stuttgart 2011, ISBN 978-3-15-000803-4
- Cicero: Cato der Ältere über das Alter. Laelius über die Freundschaft, lateinisch-deutsch, hrsg. von Max Faltner, Artemis & Winkler, Düsseldorf ³1999.
- Jonathan G.F. Powell: Cato maior de senectute, Cambridge Univ. Press, Cambridge 1988. (Kommentar)
- Jonathan G.F. Powell (Hg.): M. Tvlli Ciceronis De re pvblica. De legibvs. Cato maior de senectvte. Laelivs de amicitia, Clarendon, Oxford 2006.
- Karl Simbeck (Hg.): Marci Tulli Ciceronis Cato maior de senectvte liber, Teubner, Leipzig 1912.